# Jeu vidéo open source

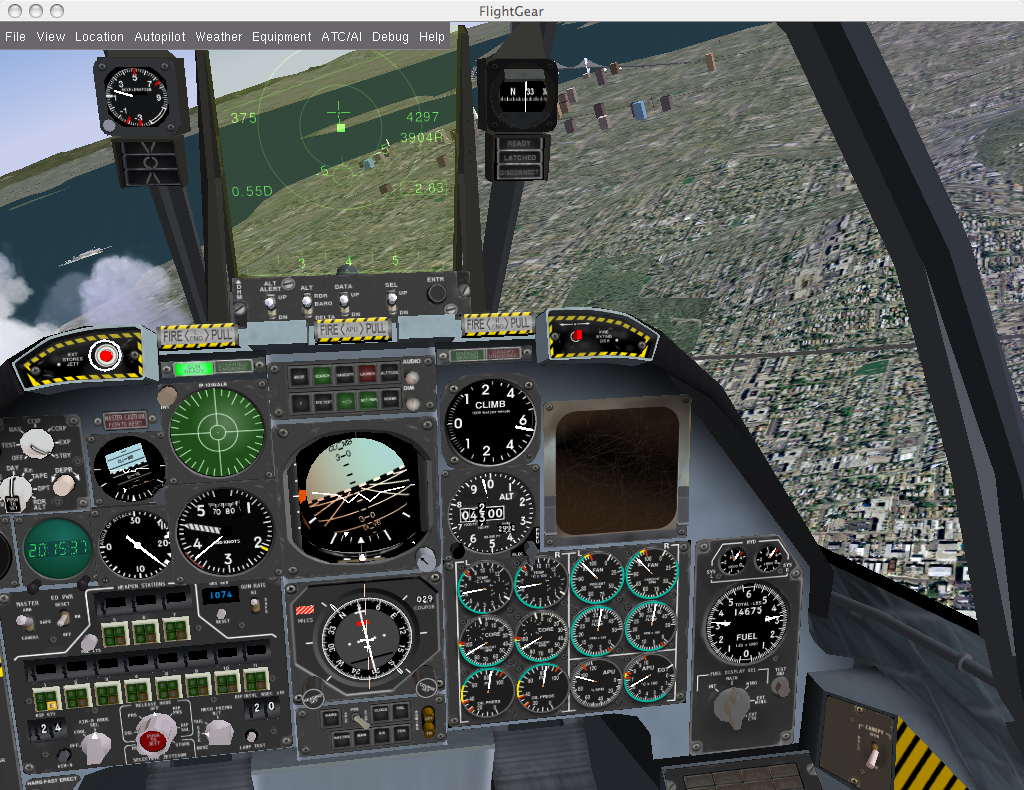
Simulateur de vol open source FlightGear.

Un jeu vidéo open source, ou simplement un jeu open source, est un jeu vidéo dont le code source est open source, c'est-à-dire accessible et permettant des travaux dérivés. Ils sont souvent librement distribuables et parfois compatibles entre plates-formes.

## Définition et différenciation
Tous les jeux open source ne sont pas des logiciels libres ; certains jeux open source contiennent du contenu propriétaire. Les jeux open source qui contiennent exclusivement du contenu libre sont conformes à la DFSG, et à la culture libre, et sont parfois appelés jeux libres. 
De nombreuses distributions Linux n'incluent que des jeux dont le contenu est librement redistribuable, les clauses restrictives des jeux freewares ou commerciaux étant prohibées[réf. à confirmer].

## Contexte

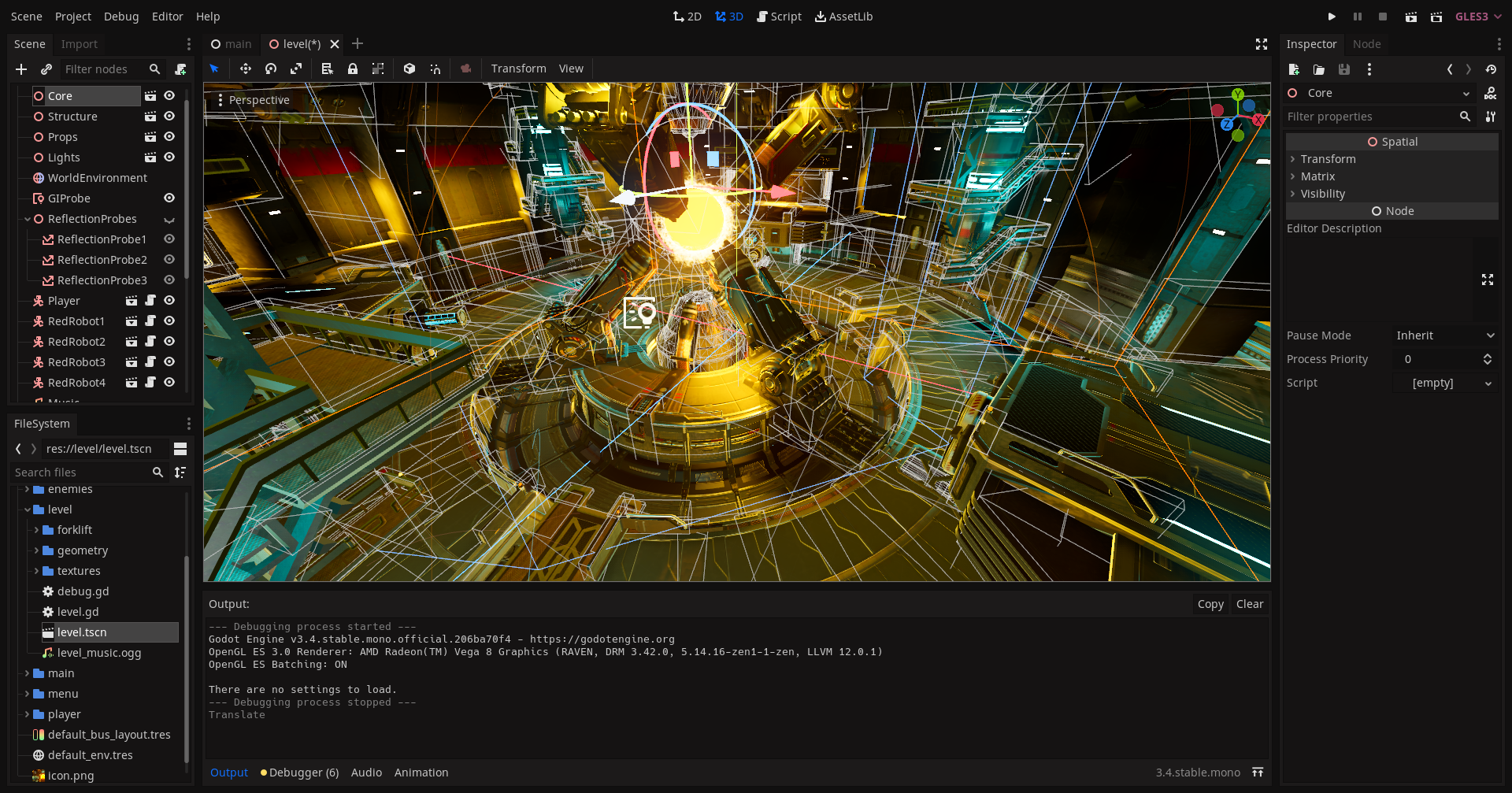
Exemple de moteur de jeu open source, ici Godot3.

En général, les jeux open source sont développés par des groupes relativement restreints de personnes pendant leur temps libre, le profit n'étant pas l'objectif principal. De nombreux jeux open source sont des projets gérés par des bénévoles et, à ce titre, les développeurs de jeux gratuits sont souvent des amateurs et des passionnés. Par conséquent, les jeux open source mettent souvent plus de temps à mûrir, sont moins courants, et n'ont souvent pas la valeur de production des titres commerciaux. 
Avant les années 2000, un défi pour créer du contenu de haute qualité pour les jeux était le manque de disponibilité ou le prix excessif des outils de modélisation 3D ou de conception de niveaux. Cela a changé ces dernières années[Quand ?], et la disponibilité de logiciels open source (des outils tels que Blender, des moteurs de jeu ou des bibliothèques) a stimulé la réalisation de jeux vidéo open source et de jeux vidéo indépendants. Les moteurs de jeu FLOSS, comme Godot, ainsi que les bibliothèques, comme SDL, sont de plus en plus courants dans le développement de jeux, même non open source. 
Étant donné que le contenu artistique d'un jeu n'est pas considéré comme logiciel, il n'y a aucun obstacle philosophique ou éthique à la vente d'un jeu dont le contenu artistique est protégé par le droit d'auteur et dont l'intégralité du code source est un logiciel libre,.
Certains projets de jeux open source sont basés sur des jeux anciennement propriétaires, dont le code source a été publié en tant que logiciel open source tandis que le contenu du jeu (tel que les graphismes, l'audio ou encore les niveaux) peut ou non être sous licence libre. Les exemples incluent le jeu de stratégie en temps réel Warzone 2100 et le simulateur de construction de ville basé sur le code source de SimCity Micropolis. L'avantage de tels projets en continuation d'anciens est que ces jeux sont déjà "complets" car le contenu graphique et audio est disponible, et donc les auteurs open-source peuvent se concentrer sur le portage, la correction des bogues ou la création de mods.
Dans un article de 2004, Adam Geitgey remet en question la compatibilité de la culture open source par rapport au processus de développement de jeux. Il suggère que les avantages perçus du développement open source ne fonctionnent pas pour les jeux, parce que les utilisateurs s'en désintéressent relativement rapidement et ne contribuent donc pas au projet en retour. Geitgey note en outre que la musique et l'aspect visuel ne se construisent pas à partir du travail des autres de la même manière que le codage. Il soutient qu'un contenu artistique de haute qualité est nécessaire, ce qui est généralement produit commercialement par des artistes rémunérés. En conclusion, bien que des projets tels que Linux se nourrissent de la philosophie open-source, cette dernière peut ne pas favoriser le développement de jeux.
En septembre 2015, le service de jeu Steam compte 1 500 jeux disponibles sur Linux, contre 2 323 jeux pour Mac et 6 500 jeux Windows,,[non pertinent].

## Histoire

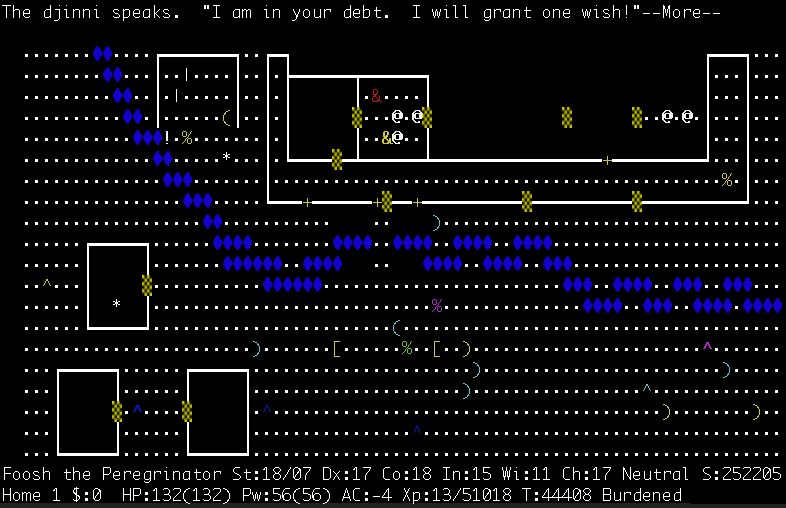
NetHack (1987).
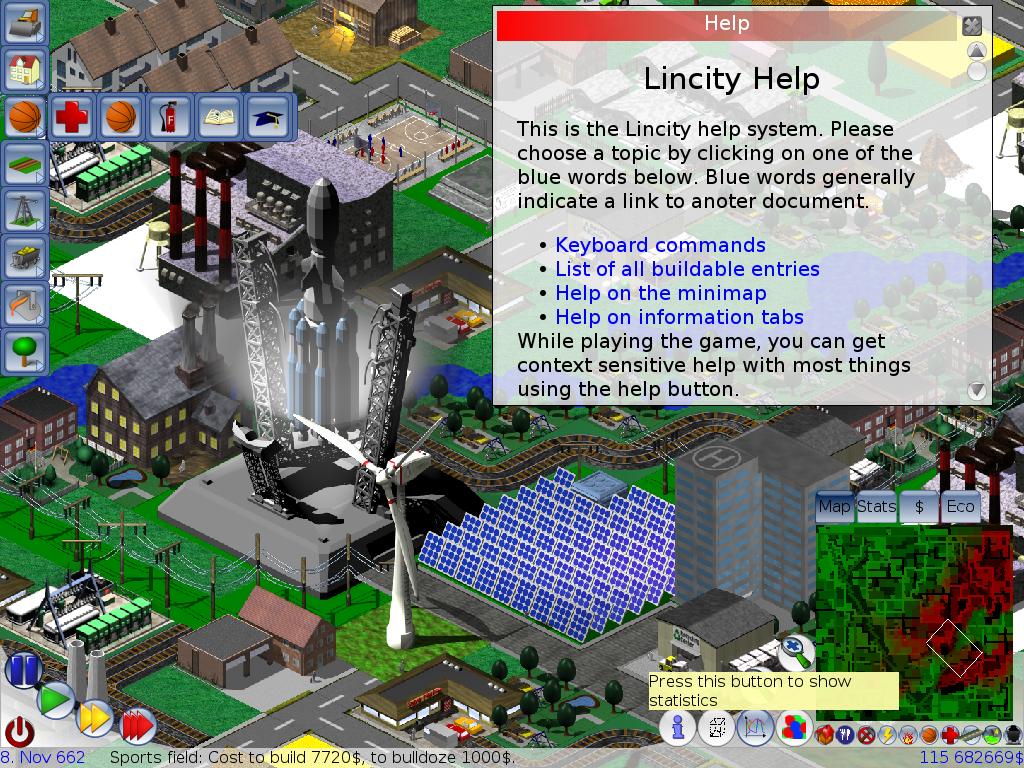
Lincity (1999).
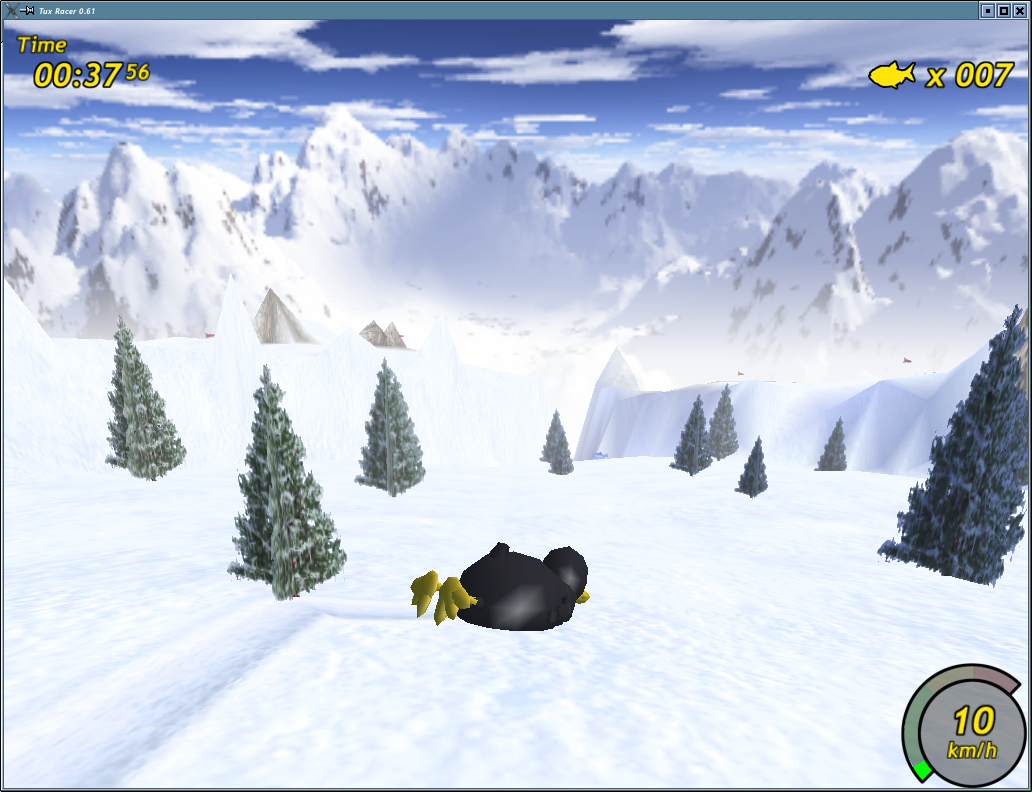
Tux Racer (2000).
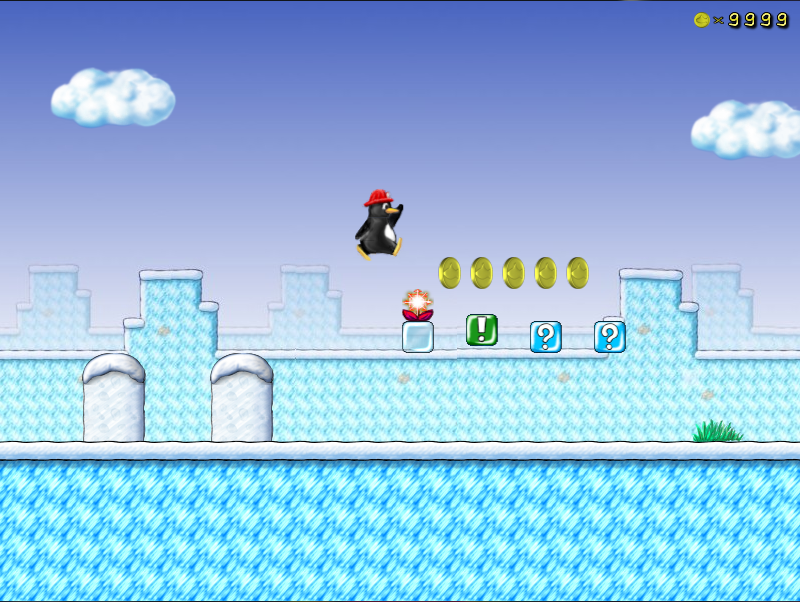
SuperTux (2003).
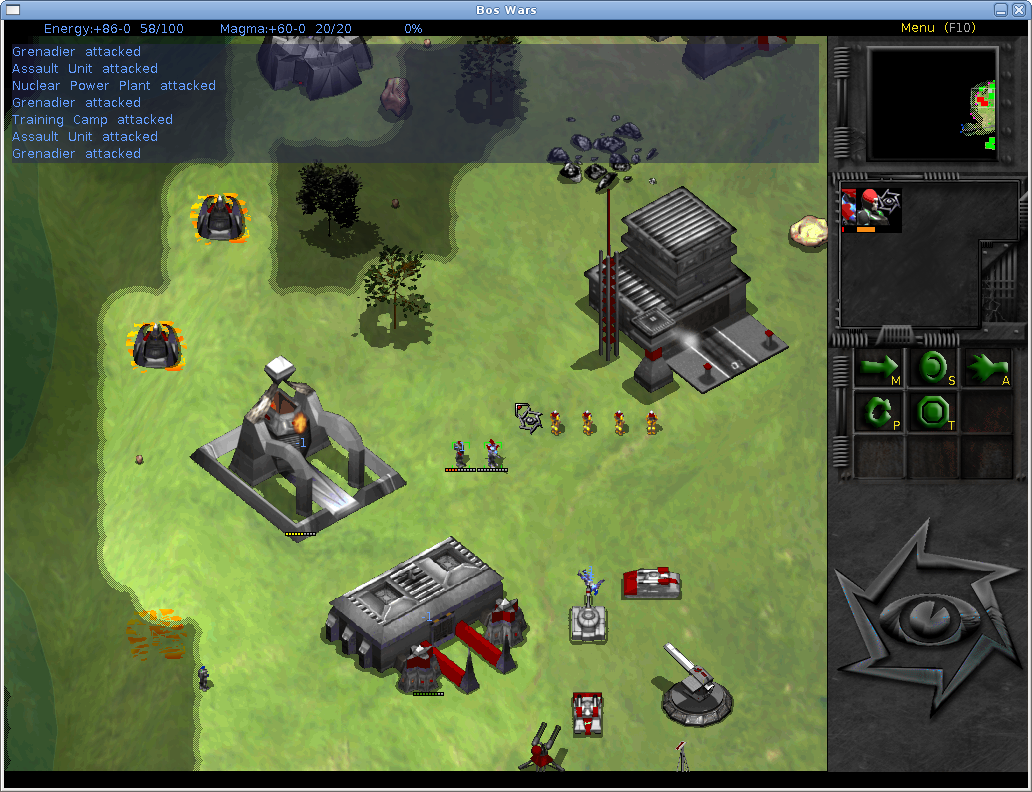
Bos Wars (2004).
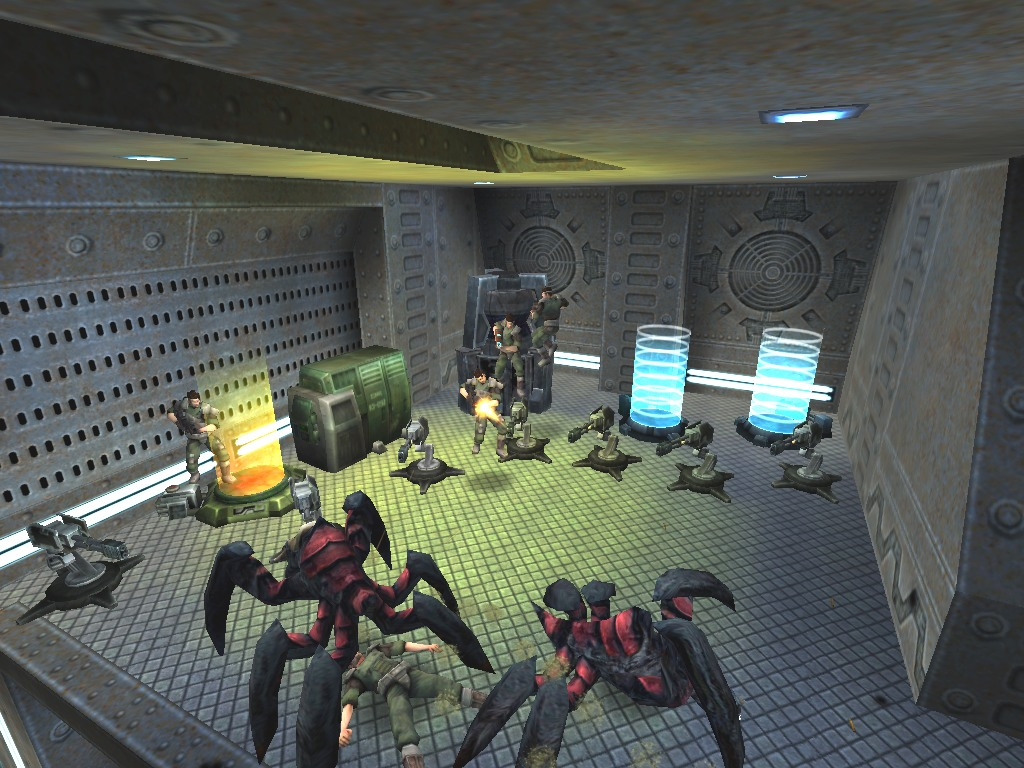
Tremulous (2006).
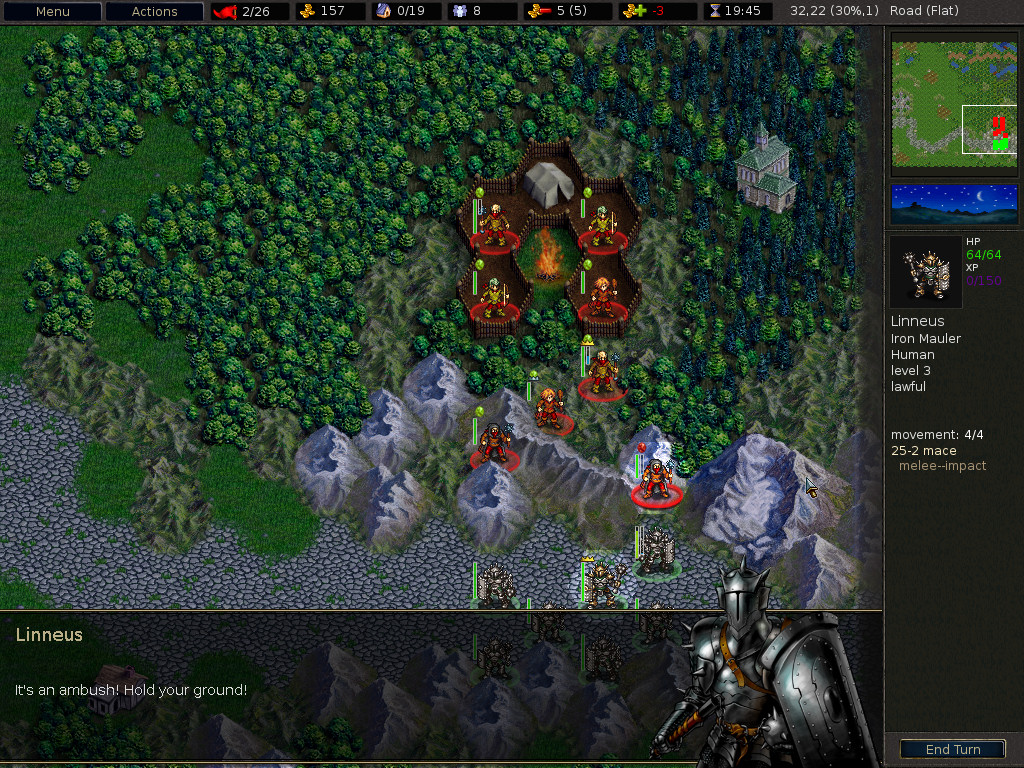
La Bataille pour Wesnoth (2012).